# فردریکو پاردس
فردریکو پاردس (پرتغالی: Frederico Paredes; ۳۱ ژانویهٔ ۱۸۸۹ – ۴ نوامبر ۱۹۷۲) شمشیرباز اهل پرتغال بود.
وی در مسابقات کشوری و بین‌المللی در مجموع برندهٔ ۱ مدال برنز شده‌است.